# Thenzawl
Thenzawl é uma vila no distrito de Serchhip, no estado indiano de Mizoram.

## Geografia
Thenzawl está localizada a 23° 19′ N, 92° 45′ L. Tem uma altitude média de 783 metros (2568 pés).

## Demografia
Segundo o censo de 2001, Thenzawl tinha uma população de 5519 habitantes. Os indivíduos do sexo masculino constituem 50% da população e os do sexo feminino 50%. Thenzawl tem uma taxa de literacia de 83%, superior à média nacional de 59.5%: a literacia no sexo masculino é de 85% e no sexo feminino é de 82%. Em Thenzawl, 15% da população está abaixo dos 6 anos de idade.